# How the Squire Was Captured
How the Squire Was Captured è un cortometraggio muto del 1910. Il nome del regista non viene riportato nei credit del film prodotto dalla Edison.

## Produzione
Il film fu prodotto dalla Edison Manufacturing Company.

## Distribuzione
Distribuito dalla General Film Company, il film - un cortometraggio di 175 metri - uscì nelle sale cinematografiche USA il 19 agosto 1910. Nelle proiezioni, veniva programmato con il sistema dello split reel, accorpato in un'unica bobina con un altro cortometraggio prodotto dalla Edison, la commedia Bumptious Takes Up Automobiling.